# Valerij Spitsyn
Valerij Anatoljevitj Spitsyn (ryska: Валериӣ Анатольевич Спиџын), född den 5 december 1965, är en rysk före detta friidrottare som tävlade i gång.
Spitsyn tävlade främst på 50 km gång och hade mellan åren 2000 och 2002 världsrekordet på denna distans. Han blev Europamästare 1994 och slutade på tredje plats vid VM 1993 i Stuttgart. 
Han deltog vid Olympiska sommarspelen 1992 där han slutade på fjärde plats.

## Personliga rekord
- 50 km gång - 3:37.26